# São José da Varginha
São José da Varginha är en kommun i Brasilien.   Den ligger i delstaten Minas Gerais, i den sydöstra delen av landet, 600 km sydost om huvudstaden Brasília. Antalet invånare är 4 201.
Omgivningarna runt São José da Varginha är huvudsakligen savann. Runt São José da Varginha är det glesbefolkat, med 18 invånare per kvadratkilometer.